# Tindaro Granata
Tindaro Granata (Patti, 5 settembre 1978) è un attore, drammaturgo e regista teatrale italiano, vincitore del Premio Ubu e delle Maschere del Teatro Italiano.

## Biografia
Nasce a Tindari, frazione del comune di Patti nella provincia messinese e, da autodidatta, debutta nel 2002 nello spettacolo Pulcinella, diretto da Maurizio Scaparro. Nel 2011 porta in scena la sua prima piece teatrale, Antropolaroid. Nella stagione teatrale 2012-2013 ottiene il "premio Mariangela Melato" come migliore attore emergente alle Maschere del Teatro Italiano e in quella del 2015-2016 il premio Ubu per il miglior nuovo testo italiano per Geppetto e Geppetto.
Dal 2020 collabora come insegnante presso la scuola del Piccolo Teatro di Milano.

## Teatro
- Pulcinella, di Manlio Santanelli, regia di Maurizio Scaparro (2002)
- Il nemico, di Julien Green, regia di Carmelo Rifici (2007)
- La testa del profeta di Elena Bono, regia di Carmelo Rifici (2009)
- Buio, di Sonia Antinori, regia di Carmelo Rifici (2010)
- Antropolaroid di Tindaro Granata, regia di Tindaro Granata (2011)
- Invidiatemi come io ho invidiato voi di Tindaro Granata, regia di Tindaro Granata (2013)
- Sanguinare inchiostro di Andrea Castelli, regia di Carmelo Rifici (2014)
- Geppetto e Geppetto di Tindaro Granata, regia di Tindaro Granata (2016)
- Dedalo e Icaro di Tindaro Granata, regia di Giacomo Ferraù e Francesco Frongia (2019)
- La bisbetica domata di William Shakespeare, regia di Andrea Chiodi (2019)
- Vorrei una voce di Tindaro Granata, regia di Tindaro Granata (2024)

## Premi e riconoscimenti
- Premio Ubu[4] - Stagione 2015-2016 
  - Nuovo testo italiano per Geppetto e Geppetto
- Premio Le Maschere del Teatro Italiano[5] - Stagione 2012-2013
  - Premio Mariangela Melato migliore attore teatrale emergente
- Premio Hystrio[6] - 2017
  - Premio Hystrio Twister per Geppetto e Geppetto